# Provincia de Cubango
Cubango es una provincia de Angola. Fue creada el 5 de septiembre de 2024 a partir de la parte occidental de la provincia de Cuando Cubango. Su capital es Menongue.

## Geografía y clima
Cubango limita con las provincias angoleñas de Cunene al oeste, Huíla al noroeste, Bié al norte, Moxico al noreste y Cuando al este. También limita con las regiones namibias de Kavango Oriental, Kavango Occidental y Ohangwena al sureste, sur y suroeste respectivamente. La provincia está bañada por el río Cubango, que forma la mayor parte de su frontera con Namibia, y su afluente, el río Cuito, forma gran parte de su frontera con Cuando.
La zona norte de la provincia pertenece a la ecorregión de bosques secos de miombo, mientras que la zona sur se encuentra en la ecorregión de la sabana arbolada de teca del Zambeze.
El clima de Cubango varía de tropical en el norte a semiárido en el sur. La precipitación anual oscila entre 1200 mm (47 pulgadas) en el norte y 600 mm (24 pulgadas) en el sur.

## Historia
Desde al menos 2016, se ha propuesto dividir Cuando Cubango, anteriormente la segunda provincia más grande de Angola en términos de superficie, en dos provincias más pequeñas. El 14 de agosto de 2024, la Asamblea Nacional de Angola aprobó una ley para crear tres nuevas provincias, incluyendo la división de Cuando Cubango en las provincias de Cuando y Cubango. Esta ley entró en vigor con su publicación en el Diario Oficial de Angola el 5 de septiembre de 2024.

## Administración
Cubango se divide en los municipios de Caiundo, Calai, Chinguanja, Cuangar, Cuchi, Cutato, Longa, Mavengue, Menongue, Nancova y Savate. Caiundo se subdivide además en las comunas de Caiundo y Jamba Cueio; Cutato se subdivide en las comunas de Cutato y Vissati; Longa se subdivide en los municipios de Baixo Longa y Longa; Mavengue se subdivide en las comunas de Maué y Mavengue; y Nancova se subdivide en las comunas de Nancova y Rito.
El primer gobernador de Cubango es José Martins, designado en diciembre de 2024.

## Demografía
Las antiguas comunas que ahora conforman el territorio de Cubango reportaron una población combinada de 435.583 habitantes en el censo angoleño de 2014. En Cubango se hablan varios idiomas, siendo el nganguela el más común.

## Economía
La principal actividad agrícola en Cubango es la ganadería bovina, caprina y ovina. Una mina de hierro en Cutato inició operaciones en 2021, gestionada por una asociación público-privada entre la empresa estatal Ferrangoland y la empresa brasileña Modulax. El mineral de la mina se transporta al puerto de Namibe, en Moçâmedes, a través del Ferrocarril de Moçâmedes, que discurre cerca del yacimiento y termina en Menongue.
A partir de 2024, el aeropuerto de Menongue ofrece vuelos regulares de TAAG Angola Airlines a Luanda y Cuíto. Las carreteras de la provincia al sur de Caiundo se encuentran en mal estado desde el fin de la guerra civil angoleña.